# Prieuré Saint-Laurent-en-Lyons
Pour les articles homonymes, voir Lyons.
Le prieuré Saint-Laurent-en-Lyons est un ancien établissement monastique qui se dresse sur le territoire de la commune française de Beauvoir-en-Lyons, dans le département de la Seine-Maritime, en région Normandie.
Relevant de l’ordre de Cîteaux, il dépendait de l’abbaye du Valasse ; il n'en subsiste qu'une  ferme.

## Localisation
Les vestiges du prieuré sont situés à Beauvoir-en-Lyons, dans le département français de la Seine-Maritime.

## Historique
Le prieuré est fondé dans la première moitié du XIIe siècle par Hugues IV de Gournay dans le but d'indemniser les chanoines du prieuré de La Ferté-Saint-Samson de la perte de leurs biens. Cette fondation est confirmée en 1151 par le duc de Normandie et roi d'Angleterre Henri II Plantagenêt.
Il accueille dans son église la dépouille de Philippe de Marigny, archevêque de Sens de 1310 à 1316.
Le prieuré s’agrandit jusqu’en 1591, lorsqu’il est presque détruit lors du siège de Rouen. De nouveaux bâtiments voient alors le jour, le chœur est reconstruit. Pour rétablir l’ordre au sein du prieuré, arrivent des chanoines réguliers de saint Augustin du prieuré de Saint-Cyr de Friardel. En 1686, le prieuré est réformé.
Le 20 octobre 1772, un décret épiscopal marque l'extinction du prieuré, fermé en 1773 et uni au séminaire Saint-Nicaise de Rouen.
À la suite d'un incendie, il reste aujourd'hui de ce prieuré la nef de la chapelle, utilisée aujourd'hui comme grange, dans un corps de ferme.

## Terriers, propriétés, revenus, dépendances
- Prieuré Sainte-Marie du Puybel, près de Dieppe.
- Prieuré Saint-Eustache de Monsigny, près de Vernon.

## Personnalités notoires
- Le bienheureux Thurolde, l'un des premiers prieurs.
- Le bienheureux Hugues de Saint-Jovinien, mort en 1187 à l’abbaye de l'Isle-Dieu, chanoine régulier du prieuré, il devient ermite à Sainte-Honorine.